# 13-as főút (Csehország)

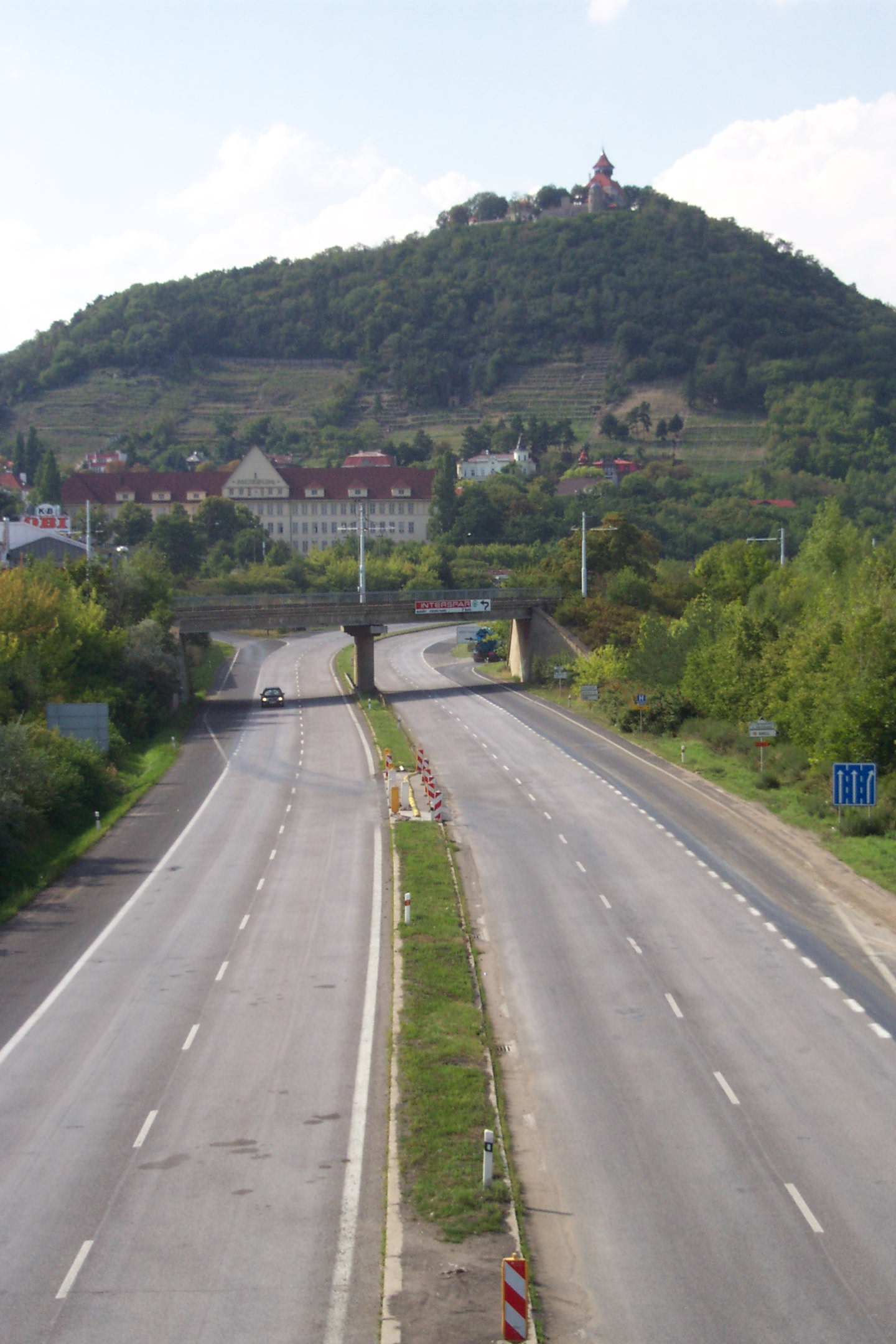
a négysávos 13-as főút mosti szakasza

A csehországi 13-as főút a D8-as autópályát köti össze a 6-os főúttal (leendő R6-os autóút), mellyel Karlovy Varyban találkozik. Az út nagy része négysávos, de nem terveznek komolyabb bővítéseket. A 13-as főút része az európai E442-es útnak.
Végighalad a Szudéta iparvidék nagy városai mellett:
- Chomutov
- Most
- Teplice

## Története
1939-ben Németország megszállta a Szudéta-vidéket. Az elmaradott infrastruktúrájú vidék felzárkóztatására kezdték el építeni az ún. Szudéta-autópályát (német: Sudetenautobahn). Az autópálya-építések 1942 augusztus végi leállításáig csak egyes szakaszok épültek meg, összesen 28 kilométer hosszúságban. A Harmadik Birodalom úthálózatában A71-es számmal szerepelt, majd a háború után a félkész építmény 13-as számmal került a csehszlovák közúthálózatba. A csehszlovák közlekedéspolitikában nem élvezett prioritást az ország perifériáján futó út befejezése, ezért az útépítést befejezettnek nyilvánították. A cseh úthálózat fejlesztési terveiben nem szerepel az út gyorsforgalmi úttá fejlesztése.